# 血细胞分析仪
血细胞分析仪，又称血液分析仪、血液细胞分析仪、血球分析仪，是一种用于高速准确地计数和识别血细胞的医学检测仪器。在20世纪50年代前，实验室技术人员只能依赖显微镜通过人工镜检逐个计数血细胞，这种方法效率低下和且结果波动大。直至华莱士·H·库尔特研发出初代血液分析仪才实现检测方式的变革。早期设备主要基于库尔特原理（详见库尔特计数器）运作，随着技术进步，现代血液分析仪已包含众多先进技术。